# Aislan
Aislan Paulo Lottici Back, mais conhecido como Lottici (Realeza, 11 de janeiro de 1988), é um futebolista brasileiro que atua como zagueiro. Atualmente está no FC Thalwil, da Suiça.

## Carreira
Zagueiro foi revelado nas categorias de base do São Paulo, aonde chegou em 2004, trazido pelo ex-zagueiro Oscar. Lá jogou ao lado de Breno, seu parceiro de zaga no vice-campeonato da Copa São Paulo de Futebol Júnior de 2007.
Depois de um período de treinos no Sheffield United, da Inglaterra, por conta de uma parceria do São Paulo, estreou no elenco profissional durante o Campeonato Paulista de 2008, entrando no segundo tempo da vitória por 3 a 1 sobre o Juventus, em 6 de abril, no lugar de Zé Luís. Sua primeira partida foi em 18 de maio, no empate em 1–1 contra o Atlético-PR, em sua cidade natal. Os titulares foram poupados para a partida da quarta-feira seguinte pela Copa Libertadores da América, e Aislan foi escalado pelo técnico Muricy Ramalho. Entretanto, acabou expulso por uma falta cometida já nos descontos do segundo tempo, o que gerou protestos de Muricy: "Foi uma jogada dura na bola, vai expulsar o menino?" Por causa dessa expulsão, foi denunciado no Superior Tribunal de Justiça Desportiva, por praticar jogada violenta (artigo 254 do Código Brasileiro de Justiça Desportiva). Neste ano, chegou a ser sondado pelo Liverpool.
Atuou em mais três jogos na campanha que deu o título brasileiro de 2008 ao São Paulo. Menos de uma semana após a conquista, chegou a ser divulgado seu empréstimo ao Sport para a temporada de 2009, mas o negócio não saiu do papel. "Não vamos emprestar o Aislan", garantiu o presidente do São Paulo, Juvenal Juvêncio.
Apesar de seu contrato com o time paulista valer até abril, foi rescindido em 26 de janeiro de 2010, ficando Aislan livre para buscar um novo clube.

### Guarani
Acertou no começo do Brasileirão 2010 sua ida para o Guarani, de Campinas. Tornou-se zagueiro titular da equipe e permaneceu no Bugre por duas temporadas.

### Futebol suíço
No início de 2012, se transferiu para o FC Sion, do futebol suíço. Ficou ali por dois anos.

### Retorno ao Brasil
Em dezembro de 2013, acertou seu retorno ao Brasil, para jogar o Campeonato Carioca de 2014 pelo Madureira.

### Vasco da Gama
Acertou com o Vasco da Gama, em 2 de janeiro de 2015. Depois de seis meses sem jogar, finalmente estreou contra a Chapecoense, em 4 de julho de 2015, válido pela 11ª rodada do Campeonato Brasileiro, onde sua equipe foi derrotada por 1x0. Na 36ª rodada do Campeonato Brasileiro, o zagueiro salvou um gol em cima da linha, garantindo a vitória de sua equipe contra o Joinville por 2–1, na Arena Joinville. Apesar de uma bela arrancada para tentar fugir da zona, acabou não conseguiu evitar o terceiro rebaixamento. Aislan atuou apenas cinco vezes ao longo da temporada.
Em 4 de janeiro de 2016, Aislan renovou seu contrato com o clube cruzmaltino por mais uma temporada. Em junho de 2016 passou a ter uma sequência de jogos com a ausência dos zagueiros Jomar e Luan, no qual Aislan vem sendo duramente criticado pelas suas falhas contra o CRB, Paraná e Avaí. No Cruzmaltino, realizou apenas 11 jogos durante 2015 e 2016.

### Macaé
Em 30 de dezembro de 2016, após acertar com o Boavista, Aislan acertou com o Macaé a pedido do novo técnico Renê Simões, para a temporada 2017.

### Náutico
Após o Cariocão, foi contratado pelo Náutico e acabou fazendo parte do grupo rebaixado na Série B do Brasileiro. Pelo Timbu, Aislan disputou 26 jogos e anotou dois gols.

### Retorno ao Madureira
Aislan retornou ao Madureira, com contrato válido até o fim do Campeonato Carioca de 2018.

### São Bento
Em março de 2018, foi contratado pelo São Bento para a disputa da Série B do Campeonato Brasileiro. Foi dispensado em junho do mesmo ano, após sequer ter estreado. Com problema na coluna, o zagueiro passou boa parte do período no São Bento no departamento médico.

### Tupi
Foi anunciado pelo Patrocinense, mas não chegou a um acordo para defender o time.
Livre no mercado, no início de dezembro de 2018 foi anunciado como reforço do Tupi FootBall Club. Pelo clube, disputou o Campeonato Mineiro de 2019.

### Serra-ES
Em abril de 2019, foi contratado pelo Serra para a Série D do Brasileiro.

## Títulos
São Paulo
- Campeonato Brasileiro: 2008

Vasco da Gama
- Campeonato Carioca: 2015, 2016
- Taça Guanabara: 2016